# Ersnäs (västra delen)
Ersnäs (västra delen) är en av SCB avgränsad och namnsatt tidigare småort i sydvästra delen av Luleå kommun i Norrbotten. Småorten omfattar bebyggelse som ligger nordväst om tätorten Ersnäs och söder om tätorten Alvik i Nederluleå socken, ungefär 20 kilometer väster om Luleå. Vid tätortsavgränsningen 2015 kom småorten att inkluderas i Ersnäs tätort.